# Pi ying
Pi ying (chinois : 皮影, pí yĭng) est une figurine du théâtre d'ombre chinois, faite de parchemin translucide rigide, enduite d'huile de sophora, laquée et finement colorée. Habituellement, le cuir employé est de la peau d'âne, car il est le plus translucide, mais quelquefois il a été employé de la peau de veau ou de mouton.
Très délicatement découpées et ajourées sur toute leur surface, les pi ying sont articulées; elles sont animées au moyen de longues et fines baguettes de métal ou de bois, derrière un écran de soie blanche où, vivement éclairées, elles se détachent en  « ombre chinoise ». Les spectacles sont accompagnés de dialogues et scandés par de la musique et des chants traditionnels.
« Le théâtre d’ombres chinoises » a été inscrit en 2011 par l'UNESCO sur
la liste représentative du patrimoine culturel immatériel de l'humanité.